# 戴伦彰
戴伦彰（1936年—2016年5月27日），男，湖南长沙人，中国世界经济学家，曾任中国人民银行外事局总经济师，中国国际经济关系学会第一副会长。